# Luis Franco Cascón
Luis Franco Cascón (Mansilla del Páramo (es), León, 1903 - San Cristóbal de La Laguna, Tenerife, 17 août 1984) était un ecclésiastique espagnol, évêque du diocèse de San Cristóbal de La Laguna.

## Biographie
Il a été ordonné prêtre en 1933. Il a été ordonné évêque de Ténérife le 22 février 1962 par le pape Jean XXIII et a été consacré le 29 avril de cette année dans le sanctuaire de l'aide perpétuelle de Madrid dont il était recteur.
Le 21 mai 1962, il entra dans le diocèse de Tenerife et le 11 octobre de cette année il assista à l'inauguration du Concile Vatican II. La béatification des futurs saints des Canaries Pierre de Betancur et José de Anchieta ont eu lieu lors de son évêché en 1980.
Il a démissionné de son évêché le 18 octobre 1983, à l'âge de 75 ans et est nommé administrateur apostolique. Il mourut à San Cristóbal de La Laguna le 17 août 1984. Il fut enterré dans la chapelle du Christ de la Colonne de la cathédrale de La Laguna.